# 単伯原父
単伯 原父（ぜんはく げんふ）は、西周晩期の単の君主。姫姓で伯爵。名は原父。出土文物に単伯原父鬲があり、単伯原父の実在が示されている資料となっている。

## 参考資料
- 単伯原父鬲

| 単伯原父 単の伯 不明 - 不明 |             |           |
| 先代 単伯昊生               | 単の伯 不明 | 次代 単伯 |